# 张镒
張鎰（？—783年11月8日），字季權，一字公度。吴郡昆山县人。唐德宗时任中书侍郎、同中书门下平章事（宰相），出领凤翔河西陇右节度使。

## 家族
出身吴郡张氏，后汉蜀郡太守张睦，字选公，始居吴郡。裔孙张绪为南齐中书令，绪生充为梁左仆射。充生绍，梁零陵郡太守。绍生冲字叔玄，隋汉王侍读。冲生后胤为唐太宗师，位至国子祭酒。胤生律师，位至雍州长史。
- 曾祖：张律师，雍州长史。
- 祖：张义方，字仪，邢滑苏汉等州刺史。
- 父：张齐丘，朔方节度使、东都留守。

## 生平
其父張齐丘是朔方节度使，张镒以父廕授左卫兵曹参军。关内副元帅郭子仪以張鎰為元帅府判官。授大理评事，累迁殿中侍御史。乾元初年贬抚州司户参军。再貶晋陵令。江西观察使张镐表为判官，再迁屯田员外郎。与杨绾、崔祐甫友善。大历初年，出京擔任濠州刺史。历官江西、河中观察使。建中二年（781年），拜中书侍郎、同中书门下平章事。盧杞忌張鎰忠直，以張鎰為鳳翔隴右節度使。張鎰請以韋皋權知隴州。
建中四年，爆發涇原兵變，德宗逃至奉天（今陝西乾縣）。朱泚的舊部鳳翔兵馬使李楚琳作乱，張鎰逃出鳳翔三十里，與二子同時被俘殺。有一女嫁蔣義。著有《三礼图》九卷、《五经微旨》十四卷、《孟子音义》三卷。

## 子孙
- 子：张元恭，建中四年（783年）与父一同被杀。追赠礼部员外郎。
  - 孙：张群，字群，元恭长子，自荫补弘文馆明经、左卫率府仓曹参军，次补右卫录事参军。初仕授河南府河南县尉，自河南尉授汝州梁县令。自梁县令授河南府长水县令。大和八年八月十九日以宿疾动发，乞假寻治，行次福昌县三乡之逆旅，是夜苍卒而殁，享年五十二。家贫子幼，未及西祔中书公之大茔，今度力从宜，改卜河南县清风乡郭村北之原之南原，礼也。公出於荥阳郑氏，外叔祖权为岭南节度使。前娶京兆韦氏，有子二人，元曰赵四，次曰赵五，以叔父申甫无嗣，以赵四继焉。韦氏先公十五年而亡。后娶河内温氏，有一子曰鹤婆，年洎婴孩。

## 延伸阅读
[在维基数据编辑]
 在维基文库阅读此作者作品
 《舊唐書·卷125》，出自刘昫《舊唐書》
 《新唐書/卷152》，出自《新唐書》